# Boston Marriage

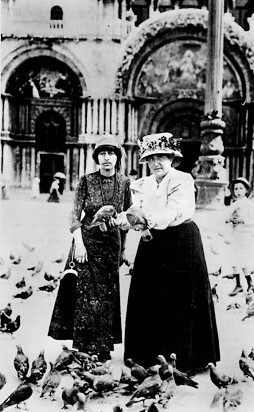
Alice B. Toklas und Gertrude Stein, die in einer Boston Marriage lebten

Boston Marriage (dt.: Bostoner Ehe) ist ein im Neu-England des ausgehenden 19. Jahrhunderts von Henry James in seiner Novelle The Bostonians (dt.: Damen in Boston) geprägter Begriff für die Lebensgemeinschaft zweier unverheirateter Frauen, die in einem Haushalt zusammenleben.
Für die Annahme, dass es sich bei der Boston Marriage um einen viktorianischen Euphemismus für lesbische Beziehungen handele, gibt es keine Belege. Welche der historischen Beziehungen sexuell oder platonisch waren, ist umstritten. Die Ausprägung einzelner Beziehungen war ebenso unterschiedlich, wie die Bezeichnung unscharf und vor allem im Lauf der Zeit Bedeutungsverschiebungen unterworfen war.

## Ursprung
Der Begriff Boston Marriage wurde 1885 erstmals von Henry James in seiner Novelle The Bostonians (dt.: Damen in Boston) verwendet, um die Beziehung zwischen den Hauptfiguren Olive und Verena, beide Feministinnen aus Boston, zu beschreiben. Den Ausdruck verwendete James allgemein als Bezeichnung für eine längerfristige Beziehung zweier zusammenlebender unverheirateter Frauen, die sich finanzielle Pflichten teilten und sich gegenseitig schätzten, ohne zwangsläufig sexuellen Kontakt miteinander zu haben. Solche Beziehungen waren nach James’ Meinung häufig in New England anzutreffen, viele Frauen in solchen Lebensgemeinschaften standen der Frauenbewegung nahe und waren sogenannte Neue Frauen. 1984 wurde das Buch mit Christopher Reeve und Vanessa Redgrave verfilmt. 1999 griff David Mamet den Begriff in seinem Stück Boston Marriage (dt.: Die Schwestern von Boston) auf.
Sind die zusammenlebenden Frauen Akademikerinnen oder Intellektuelle, dann wird auch der Begriff Wellesley Marriage verwendet, in Anspielung auf das Frauencollege Wellesley.

## Bedeutung und Verwendung
Unabhängig von der Begriffsbildung waren im ausgehenden 19. und frühen 20. Jahrhundert Lebensgemeinschaften unter unverheirateten, gebildeten Frauen durchaus üblich und gesellschaftlich anerkannt. Dass Frauen miteinander lebten, wurde in der viktorianischen Zeit akzeptiert, weil man davon ausging, dass Frauen grundsätzlich nicht durch erotische Interessen verbunden seien.  Möglich war diese Lebensform aber fast nur Frauen, die durch ein Erbe bzw. eigenes Vermögen wirtschaftlich unabhängig waren; von eigener, bezahlter Arbeit waren nur die wenigsten in der Lage, finanziell unabhängig zu leben. In dieser Lebensform genossen sie unter Wegfall der Beschränkungen einer Ehefrau größere Freiheit für ein soziales oder politisches Engagement, konnten sich gegenseitig unterstützen, ihre Lebenshaltungskosten teilen und waren eher in der Lage, einer Berufstätigkeit nachzugehen. Typischerweise waren diese Frauen oft dem Feminismus zugewandt.
Es ist auch kein Zufall, dass sich unter den historischen Persönlichkeiten, die eine Bostoner Ehe führten, viele Schriftstellerinnen und Publizistinnen befanden, da diese Tätigkeiten keinen Zugangsformalien unterworfen waren. Zu jener Zeit gab es für Frauen der Oberklasse nur wenige Möglichkeiten, einer Berufstätigkeit zum Zweck des Lebensunterhalts nachzugehen. Die übliche „höhere Mädchenbildung“ vermittelte keine konkreten beruflichen Fertigkeiten, ein Hochschulstudium war noch nicht erlaubt und selbst die formaljuristische Gleichstellung noch weit entfernt.
Der historische Begriff wird vor allem in der angelsächsischen Welt bis heute verwendet, hat allerdings eine mehrfache Deutungsänderung erfahren. So wird der Terminus einerseits grundsätzlich für zwei in einer Beziehung mit starkem emotionalen Band lebende Personen verwendet, wobei alle Kombinationen von Geschlechtern und sexueller Orientierung möglich sind. Andererseits können aber auch zwei lesbische Frauen gemeint sein, die miteinander in einer nicht-sexuellen Beziehung leben.
Im deutschen Sprachgebrauch wird der Begriff eher selten und meistens im englischen Original verwendet, wobei die Bedeutung noch unschärfer ist als im englischen Sprachraum.
Dass die Frauen, die eine Bostoner Ehe führten, als frühe Lesben angesehen werden können, ist in der feministischen Forschung heute umstritten.
Die Sexualtherapeutin Stefani Goerlich schlug 2021 vor, dass das Konzept der queerplatonischen Beziehung von Boston Marriages inspiriert wurde. Eine queerplatonische Beziehung unterscheidet sich von einer engen Freundschaft durch das gleiche Maß an explizitem Engagement, Status und Struktur wie eine formelle romantische Beziehung, während sie sich von einer romantischen Beziehung dadurch unterscheidet, dass sie keine romantischen Liebesgefühle beinhaltet.
Zu wichtigen historischen Persönlichkeiten, denen die Führung einer Bostoner Ehe nachgesagt wird, gehörten beispielsweise die Schriftstellerinnen Sarah Orne Jewett und Annie Adams Fields, die Frauenrechtsaktivistinnen Susan B. Anthony und Anna Howard Shaw, aber auch Elsbeth Krukenberg-Conze und Lina Hilger, Helene Lange und Gertrud Bäumer, Alice B. Toklas und Gertrude Stein, Mathilde Franziska Anneke und Mary Booth, Jane Addams mit Ellen Gates Starr und später Mary Rozet Smith, Frances Willard und Kate Jackson, Elsie de Wolfe und Bessie Marbury, Frances Clayton und Audre Lorde.